# Altium Designer
Altium Designer (AD)는 printed circuit boards를 위한 인쇄 회로 기판, 전자 설계 자동화 소프트웨어 패키지이다. Australian 오스트레일리아 회사인 Altium에 의해 개발되었다.

## 역사
Altium Designer는 2005년, 그 당시 Protel Systems Pty Ltd로 알려진 Altium에 의해 출시되었다. Protel Systems Pty Ltd의 시작은 회사가 Protel PCB(후에 Autotrax 와 Easytrax로 등장)로 알려진 DOS 기반 PCB 디자인 툴을 런칭한 1985년으로 거슬러 올라간다. 원래 그것은 Australia. 에서만 판매되었다. Protel PCB는 1986 년부터 HST Technology에 의해 국제적으로 판매되었다. 이 제품은 1986년부터 미국, 캐나다, 멕시코에서 판매되기 시작했으며, 샌디에이고에 본사를 둔 ACCEL Technologies, Inc.에서 Tango PCB. 라는 이름으로 판매되었다. 1987년, Protel은 도스를 위한 회로 다이어그램 편집기인 Protel Schematic를 출시했다.
1991년, Protel은 Windows(1991–1993)용 고급 도식과 고급 PCB 1.0을 출시하였고, 이어서 고급 도식/PCB 2.x(1993-1995)와 3.x(1995-1998)를 출시하였다. 1998년, Protel 98은 고급 도식과 고급 PCB를 포함한 모든 구성 요소를 단일 환경으로 통합했다. 1999년에 Protel 99는 PCB 어셈블리 최초의 통합 3D 시각화를 도입했다. 2000년에는 Protel 99 SE가 그 뒤를 이었다. Protel DXP는 2003년에, Protel 2004는 2004년에, Altium Designer 6.0 은 2005년에 발행되었다. 2007년의 Altium Designer version 6.8은 PCB 편집기 에서 직접 PCB의 3D 시각화 및 클리어런스 검사를 제공하는 최초의 제품이었다.

## 기능
Altium Designer 제품군은 schematic capture,[4] 3D 인쇄 회로 기판 design, field-programmable gate array (FPGA) 개발, 릴리스/데이터 관리 등 네 가지 주요 기능 영역을 포함한다. 제조업체의 데이터에 액세스하기 위해 여러 component distributors와 통합된다. 또한 보드의 대화형 3D 편집 및 STEP으로 MCAD 내보내기 기능이 있다.
Altium Designer는 다양한 PCB 및 CAD data exchange 파일 형식의 가져오기 및 내보내기를 지원한다. 도구의 기본 파일 형식은 *.schDoc 및 *.PcbDoc이다.
Altium Designer는 AutoCAD *.dwg/*.dxf 및 ISO STEP 파일 형식을 가져오고 내보낼 수 있다.

## 추가 자료
- “Aust company lands NASA software deal”. 《ABC news》. 2010년 9월 6일에 확인함.
- “Altium claims 500 new US customers”. EE Times. 2010년 9월 6일에 확인함.